# 王仁曼
王仁曼，BBS（1937年2月21日—），香港舞蹈家及教育家，以教授芭蕾舞聞名。

## 背景
王仁曼生於上海，家境富裕，父親王振芳是一名銀行家。她幼年移居香港生活，自小接觸不同藝術項目，1950年至1955年於聖嘉勒女書院就學，1955年至1956年到瑪利諾修院學校升讀中六年級，1956年至1959年間負笈英國皇家芭蕾舞学院修讀專業教師文憑。負笈英國的原因出於她未能獲得美國留學簽證，所以未能到當地升讀大學，唯有改到當年頗具名氣的皇家芭蕾舞學院學習藝術。她其後於1960年重返香港創辦王仁曼芭蕾舞学校，自立門戶前有一段短時間為其赴美升學前的舞蹈老師擔任助教。王仁曼除了获得皇家舞蹈學院院士之外，還取得該學院的考試官及聯合國教育、科學及文化組織 Membre Conseil International De La Danse（CIDD）資格。在多年教學生涯中，她曾於1987年獲頒第一屆十大拿破崙商業奇才獎，1999年獲万宝龙文化大奖；2001年获香港舞蹈年奖之杰出成就奖；2005年获香港演艺学院荣誉院士。直至2007年，她獲香港特別行政區政府頒授铜紫荆星章。
王仁曼在香港教授芭蕾舞達50年，1964年起已成為香港芭蕾舞學院的創會成員，1982年起擔任香港舞蹈公司的名譽顧問、城市當代舞蹈團名譽顧問（後為董事会副主席）及香港舞蹈總會創會會員，1994年起出任香港芭蕾舞蹈團名譽顧問。在藝術範疇以外，她亦參與社區服務或公職，不但從1973年開始成為香港崇德社會員，1988年應邀出任香港大學博物館學會會員，1989年擔任香港藝術發展局舞蹈委員會委員，1991年更以委員身份為聯合國兒童基金委員會提供意見。其餘服務崗位則有英国皇家芭蕾舞学院亚太区代表及国际妇联会员和康乐及文化事务署事务顾问。王仁曼師承世界著名舞蹈家瑪歌芳婷，門下學生計有伍宇烈、張天愛、馮雲黛、梁凱寧等。
2023年，王仁曼獲香港藝術發展局頒發第17屆香港藝術發展獎傑出藝術貢獻獎。

## 個人生活
王仁曼已婚，婚後與陳姓丈夫（Peter）育有1子1女。

## 外部連結
- 王仁曼痛罵出高徒（星島日報）
- 舞吧!年輕人 王仁曼狂熱芭蕾情 （页面存档备份，存于）